# Sério
Sério är en kommun i Brasilien.   Den ligger i delstaten Rio Grande do Sul, i den södra delen av landet, 1 600 km söder om huvudstaden Brasília. Antalet invånare är 2 281.
I omgivningarna runt Sério växer i huvudsak städsegrön lövskog. Runt Sério är det ganska tätbefolkat, med 58 invånare per kvadratkilometer.